# EuroVelo 1
L’EuroVelo 1 (EV 1), detta anche «la strada del litorale Atlantico», è una pista ciclabile parte della rete del programma europeo EuroVelo. Lunga 8.186 chilometri, unisce Capo Nord in Norvegia a Sagres in Portogallo.